# Rustia bilsana
Rustia bilsana är en måreväxtart som beskrevs av Piero G. Delprete. Rustia bilsana ingår i släktet Rustia och familjen måreväxter. IUCN kategoriserar arten globalt som starkt hotad. Inga underarter finns listade i Catalogue of Life.